# Сімпсони (сезон 3)
Третій сезон мультсеріалу «Сімпсони» розпочався у США на телеканалі «Fox» 19 вересня 1991 і тривав до 27 серпня 1992 року.
Сезон отримав 6 премій «Еммі» за «Найкраще озвучування»:
- Джекі Мейсон — за роль Хайма Крастовскі у серії «Like Father, Like Clown»;
- Ден Кастелланета — за роль Гомера Сімпсона у серії «Lisa's Pony»;
- Джулія Кавнер — за роль Мардж Сімпсон у серії «I Married Marge»;
- Ярдлі Сміт — за роль Ліси Сімпсон у серії «Lisa the Greek»;
- Марсія Уоллес — за роль Едни Крабапель у серії «Bart the Lover»;
- Ненсі Картрайт — за роль Барта Сімпсона у серії «Separate Vocations».

Третій сезон також отримав премію Енні за «Найкраще виробництво телевізійної анімації».
Третій сезон був випущений на DVD у США 26 серпня 2003, в Європі 6 жовтня 2003 року та в Південній Америці 22 жовтня 2003 року.

## Список серій
| № серії (загалом) | № серії (в сезоні) | Назва серії                                                              | Режисер(и)              | Сценарист(и)                                                                    | Оригінальна дата показу | Код серії | Глядачів в США (млн) |
| --- | ------------------ | ------------------------------------------------------------------------ | ----------------------- | ------------------------------------------------------------------------------- | ----------------------- | --------- | -------------------- |
| 36 | 1                  | «Stark Raving Dad» «Абсолютно божевільний тато»                          | Річ Мур                 | Ел Джін і Майк Рейсс                                                            | 19 вересня 1991         | 7F24      | 22.9                 |
| Завдяки Барту, який поставив пратися свій червоний картуз разом з білими речами, Гомеру доводиться йти на роботу у рожевій сорочці. Вважаючи його психічно нестабільним, Гомера негайно відправлять до психлікарні. Там він зустрічається з Леоном Камповскі, який ходить і розмовляє, як Майкл Джексон… Тим часом Ліса засмучена, що всі забули про її день народження. Запрошені зірки: Майкл Джексон в ролі Леона Камповскі, Кіпп Леннон — виконавець пісень Леона Камповскі |                    |                                                                          |                         |                                                                                 |                         |           |                      |
| 37 | 2                  | «Mr. Lisa Goes to Washington» «Ліса вирушає до Вашингтона»               | Веслі Арчер             | Джордж Мейер                                                                    | 26 вересня 1991         | 8F01      | 20.2                 |
| Ліса бере участь у конкурсі есе та виграє поїздку до Вашингтона. Там її віра в демократію руйнується, коли вона випадково стає свідком того, як конгресмен бере хабаря. Запрошені зірки: Лона Вільямс в ролі Тронга ван Діня |                    |                                                                          |                         |                                                                                 |                         |           |                      |
| 38 | 3                  | «When Flanders Failed» «Коли Фландерс упав»                              | Джим Рірдон             | Джон Вітті                                                                      | 3 жовтня 1991           | 7F23      | 22.8                 |
| На своєму барбекю Нед Фландерс оголошує, що він відкриває свій власний магазин, що обслуговує лівшів –«Лівомаркет» (англ. «The Leftorium»). Гомер загадав бажання, щоб його добродушний сусід зазнав фінансового краху. Бажання поступово збувається…. Тим часом Барт прогулює свої не дуже цікаві заняття з карате. |                    |                                                                          |                         |                                                                                 |                         |           |                      |
| 39 | 4                  | «Bart the Murderer» «Барт — убивця»                                      | Річ Мур                 | Джон Шварцвельдер                                                               | 10 жовтня 1991          | 8F03      | 20.8                 |
| Після школи Барт натрапляє на мафіозний бар, де лідер мафії Жирний Тоні наймає хлопчика на роботу постійного бармена. Одного дня директор Скіннер затримує Барта у школі, через що він запізнюється на роботу. Після того, як Барт скаржиться мафії, Скіннер зникає з поля зору і хлопчик звинувачується в його вбивстві… Запрошені зірки: Філ Хартман в ролі Лайонела Гуць і Джої, Джо Мантенья в ролі Жирного Тоні і самого себе, Ніл Патрік Гарріс — виконавець ролі Барта у фільмі «Кров на дошці: історія Барта Сімпсона» |                    |                                                                          |                         |                                                                                 |                         |           |                      |
| 40 | 5                  | «Homer Defined» «Гомер вгадав»                                           | Марк Кіркланд           | Говард Гевіртц                                                                  | 17 жовтня 1991          | 8F04      | 20.6                 |
| Гомер випадково рятує Спрінґфілдську атомну електростанцію, але відчуває сором, коли люди помилково вважають його героєм. Тим часом Луан ван Гутен, мама Мілгауса, забороняє йому дружити з Бартом, оскільки вона відчуває, що той погано впливає на її сина. Запрошені зірки: Джон Ловітц в ролі Арістотеля Адамополіса, Меджик Джонсон і Чик Херн в ролі самих себе |                    |                                                                          |                         |                                                                                 |                         |           |                      |
| 41 | 6                  | «Like Father, Like Clown» «Який батько, такий і клоун»                   | Джефрі Лінч і Бред Берд | Джей Коген і Воллес Володарський                                                | 24 жовтня 1991          | 8F05      | 20.2                 |
| Під час вечері з Сімпсонами, клоун Красті розповідає: його справжнє ім’я – Гершель Крустовскі, і його батько, єврейський рабин, відмовився від нього, коли Красті вирішив стати клоуном, а не продовжувати рід рабинів. Барт вирішує возз’єднати клоуна і його батька. Запрошені зірки: Джекі Мейсон в ролі Хайма Крустовскі |                    |                                                                          |                         |                                                                                 |                         |           |                      |
| 42 | 7                  | «Treehouse of Horror II» «Сімпсони і Гелоуїн II»                         | Джим Рірдон             | Ел Джін, Майк Рейсс, Джефф Мартін, Джон Шварцвельдер, Сем Саймон і Джордж Мейер | 31 жовтня 1991          | 8F02      | 20.0                 |
| На Хелловін, об’ївшись цукерками, Лісі, Барту і Гомерові, сняться кошмари: - Уві сні Ліси Сімпсони відвідують Марокко і знаходять мавпячу лапу, яка виконує всі їхні бажання — з жахливими наслідками… - Барту сниться, що жителі Спрінґфілда повинні думати і казати гарні речі, або випробують на собі сили його збоченої уяви… - Гомеру сниться, що містер Бернс вбиває його, щоб перенести його мозок у робота для створення супер ефективної робочої сили. |                    |                                                                          |                         |                                                                                 |                         |           |                      |
| 43 | 8                  | «Lisa’s Pony» «Поні Ліси»                                                | Карлос Баеза            | Ел Джін і Майк Рейсс                                                            | 7 листопада 1991        | 8F06      | 23.0                 |
| Гомер втрачає повагу Ліси. Він розуміє, що Ліса ігнорує його ще від тоді, коли була немовлям. Щоб заслужити повагу Ліси, Гомер купує їй омріяну поні – Принцесу. Однак, на утримання тварини витрачаються сімейні гроші, через що Гомер влаштовується на другу роботу у «Квікі-Март»… Запрошені зірки: Френк Велкер в ролі Принцеси |                    |                                                                          |                         |                                                                                 |                         |           |                      |
| 44 | 9                  | «Saturdays of Thunder» «Суботи грому»                                    | Джим Рірдон             | Кен Левін і Девід Айзекс                                                        | 14 листопада 1991       | 8F07      | 24.7                 |
| Барт захоплюється перегонами саморобних машин, в той час, як Гомер починає розуміти, що він не настільки хороший батько, як він думав… Запрошені зірки: Філ Хартман в ролі Троя МакКлура, Ларрі МакКей в ролі диктора |                    |                                                                          |                         |                                                                                 |                         |           |                      |
| 45 | 10                 | «Flaming Moe’s» «Гарячий Мо»                                             | Річ Мур і Аллен Смарт   | Роберт Коен                                                                     | 21 листопада 1991       | 8F08      | 23.9                 |
| Гомер винаходить незвичайний алкогольний напій, який називає «Гарячий Гомер». Він настільки гарний, що Мо краде рецепт, і перейменовує напій у «Гарячий Мо», і добре на цьому заробляє. Запрошені зірки: Філ Хартман в ролі Лайонела Гуць, Aerosmith в ролі самих себе |                    |                                                                          |                         |                                                                                 |                         |           |                      |
| 46 | 11                 | «Burns Verkaufen der Kraftwerk» «Бернс продає електростанцію»            | Марк Кіркланд           | Джон Вітті                                                                      | 5 грудня 1991           | 8F09      | 21.1                 |
| Містер Бернс продає Спрінґфілдську АЕС за 100 мільйонів доларів. Покупці – два багатих німецьких інвестори, які швидко звільняють Гомера. Запрошені зірки: Філ Хартман в ролі Герста і брокера Гомера |                    |                                                                          |                         |                                                                                 |                         |           |                      |
| 47 | 12                 | «I Married Marge» «Я одружився з Мардж»                                  | Джефрі Лінч             | Джефф Мартін                                                                    | 26 грудня 1991          | 8F10      | 21.9                 |
| Гомер починає розповідати Барту, Лісі і Меґґі про те, як він і Мардж одружилися, і як він намагався довести сестрам Мардж, що він може забезпечити їх майбутню дитину… |                    |                                                                          |                         |                                                                                 |                         |           |                      |
| 48 | 13                 | «Radio Bart» «Радіо Барта»                                               | Карлос Баеза            | Джон Вітті                                                                      | 9 січня 1992            | 8F11      | 24.2                 |
| Гомер купує Барту на день народження мікрофон. Барт думає, що це – найбільш невдалий подарунок у світі, поки не розуміє, що він може влаштувати з ним багато хуліганських жартів… Запрошені зірки: Стінг в ролі самого себе |                    |                                                                          |                         |                                                                                 |                         |           |                      |
| 49 | 14                 | «Lisa the Greek» «Прогнози Ліси»                                         | Річ Мур                 | Джей Коген і Воллес Володарський                                                | 23 січня 1992           | 8F12      | 23.2                 |
| Гомер виявляє, що Ліса може прогнозувати результати футбольних матчів з неймовірною точністю, і удвох проводять кожен недільний полудень разом під час перегляду ігор. Однак, Гомер таємно використовує можливості Ліси і роблячи ставки у Мо… Запрошені зірки: Філ Хартман в ролі Слизького Джиммі Аполло |                    |                                                                          |                         |                                                                                 |                         |           |                      |
| 50 | 15                 | «Homer Alone» «Гомер сам удома»                                          | Марк Кіркланд           | Девід Стерн                                                                     | 6 лютого 1992           | 8F14      | 23.7                 |
| Залежність сім’ї від Мардж змушує останню зазнати нервового зриву. Щоб заспокоїтися, їй необхідно поїхати на курорт. Гомер, тим часом, повинен піклуватися про Меґґі, доки Барт і Ліса проводять свій час зі своїми тітками Патті і Сельмою. Однак, Меґґі втікає на пошуки Мардж… Запрошені зірки: Філ Хартман в ролі Троя МакКлура |                    |                                                                          |                         |                                                                                 |                         |           |                      |
| 51 | 16                 | «Bart the Lover» «Барт — коханець»                                       | Карлос Баеза            | Джон Вітті                                                                      | 13 лютого 1992          | 8F16      | 20.5                 |
| Коли захоплення йо-йо проноситься над початковою школою Спрінґфілда, Барт своїм йо-йо випадково зламав акваріум, вбивши золотих рибок класу. Місіс Крабапель карає Барта місяцем додаткових занять після уроків. Барт вирішує писати їй фальшивий любовний листи під виглядом чоловіка, який відповів на її особисту рекламу у газеті… Тим часом Гомер намагається не лаятись після того, як Фландерс скаржиться на те, що Тодд набрався нецензурних слів. Запрошені зірки: Марсія Уоллес в ролі Едни Крабапель |                    |                                                                          |                         |                                                                                 |                         |           |                      |
| 52 | 17                 | «Homer at the Bat» «Гомер з битою»                                       | Джим Рірдон             | Джон Шварцвельдер                                                               | 20 лютого 1992          | 8F13      | 24.6                 |
| Софтбольна команда Спрінґфілдської атомної електростанції досягає величезного успіху з Гомером як офіційною зіркою. Однак, після того, як містер Бернс закладається на 1 мільйон доларів з власником Шелбівільської АЕС Арістотелем Адамополісом, він наймає дев’ятьох професійних бейсболістів, щоб заповнити команду. Проте, згодом вісім з них стають жертвами восьми нещасть, і Бернс змушений звернутися до своїх постійних співробітників. Запрошені зірки: Дерріл Строберрі, Кен Гріффі молодший, Стів Сакс, Роджер Клеменс, Хосе Кенсеко, Дон Меттінґлі, Уейд Боґс, Майк Соша й Оззі Сміт в ролі самих себе; Террі Кашман — виконавець пісні в кінцевих титрах |                    |                                                                          |                         |                                                                                 |                         |           |                      |
| 53 | 18                 | «Separate Vocations» «Різні покликання»                                  | Джефрі Лінч             | Джордж Мейер                                                                    | 27 лютого 1992          | 8F15      | 23.7                 |
| Після проходження тестів визначення майбутньої кар’єри Ліса виявила, що її майбутнє – домогосподарка, в той час як у Барта майбутнє офіцера поліції… Запрошені зірки: Стів Аллен в ролі зміненого голосу Барта у суді |                    |                                                                          |                         |                                                                                 |                         |           |                      |
| 54 | 19                 | «Dog of Death» «Пес смерті»                                              | Джим Рірдон             | Джон Шварцвельдер                                                               | 12 березня 1992         | 8F17      | 23.4                 |
| Маленький Помічник Санти важко хворий і потребує дороговартісної операції. Сімпсони повинні багато чим пожертвувати, щоб собі це дозволити. Операція проходить вдало, але сім’ї доводиться йти на урізання бюджету. |                    |                                                                          |                         |                                                                                 |                         |           |                      |
| 55 | 20                 | «Colonel Homer» «Полковник Гомер»                                        | Марк Кіркланд           | Метт Ґрюйнінґ                                                                   | 26 березня 1992         | 8F19      | 25.5                 |
| Після відвідин кінотеатру між Мардж і Гомером сварка, яка змушує Гомера вирушити до далекого бару. Там він зустрічає прекрасну барменшу-співачку на ім’я Лурлін Лампкін з талантом співу. Гомер стає її менеджером і робить все можливе, щоб зробити Лурлін знаменитою. Однак, він не одразу помічає, що Лурлін закохалася в нього… Запрошені зірки: Беверлі Д'Анджело в ролі Лурлін |                    |                                                                          |                         |                                                                                 |                         |           |                      |
| 56 | 21                 | «Black Widower» «Чорний вдівець»                                         | Девід Сільверман        | Сюжет: Сем Саймон і Томас Частейн Сценарій: Джон Вітті                          | 9 квітня 1992           | 8F20      | 17.3                 |
| Сельма погоджується вийти заміж за її тюремного приятеля по листуванню, Другого Номера Боба. Барт наляканий перспективою мати такого дядька, оскільки Боб поклявся, що помститься Барту… Запрошені зірки: Келсі Греммер в ролі Другого Номера Боба |                    |                                                                          |                         |                                                                                 |                         |           |                      |
| 57 | 22                 | «The Otto Show» «Шоу Отто»                                               | Веслі Арчер             | Джефф Мартін                                                                    | 23 квітня 1992          | 8F21      | 17.5                 |
| Отто розбиває шкільний автобус, після чого виявляють, що він ніколи не володів справжньою водійською ліцензією. З цієї причини Отто звільняють. Після виселення він переїжджає до Сімпсонів і намагається навчити Барта навчитися грати на гітарі, хоч і з труднощами. Запрошені зірки: Spinal Tap в ролі самих себе |                    |                                                                          |                         |                                                                                 |                         |           |                      |
| 58 | 23                 | «Bart’s Friend Falls in Love» «Друг Барта закохався»                     | Джим Рірдон             | Джей Коген і Воллес Володарський                                                | 7 травня 1992           | 8F22      | 19.5                 |
| Мілгаус ван Гутен закохується у Саманту Віньки (англ. Samantha Stankey) – нову ученицю Спрінґфілдської початкової школи. Вони починають зустрічатись і це погано впливає на його дружбу із Бартом. Останній намагається розлучити пару… Тим часом Гомер купує касету, щоб підсвідомо допомогти собі схуднути, однак йому відправляють касету, яка допомагає збільшити словниковий запас після того, як касети для схуднення були продані. Запрошені зірки: Марсія Уоллес в ролі Едни Крабапель, Філ Хартман в ролі Троя МакКлура, Кіммі Робертсон в ролі Саманти |                    |                                                                          |                         |                                                                                 |                         |           |                      |
| 59 | 24                 | «Brother, Can You Spare Two Dimes?» «Брате, не знайдеться пара монеток?» | Річ Мур                 | Джон Шварцвельдер                                                               | 27 серпня 1992          | 8F23      | 17.2                 |
| Медичний огляд показав, що опромінення на Спрінґфілдській АЕС зробило Гомера безплідним. Щоб уникнути судового позову, містер Бернс виплачує Сімпсону компенсацію у розмірі 2000 доларів. Тим часом зведений брат Гомера Герб Пауел став бомжем після того, як Гомер зруйнував його автомобільну компанію. Дізнавшись, що у родича є зайві гроші Герб, хоч так і не пробачивши, звертається до Гомера по допомогу. Запрошені зірки: Денні ДеВіто в ролі Герба Пауела, Джо Фрейзер в ролі самого себе |                    |                                                                          |                         |                                                                                 |                         |           |                      |